# Сложение векторов

Треугольник сложения произвольных векторов: сумма векторов

Сложе́ние векторо́в, или геометри́ческое сложение векторов, — операция, ставящая в соответствие двум векторам третий вектор — сумму векторов. При этом сумма {\displaystyle \mathbf {a} +\mathbf {b} } двух векторов {\displaystyle \mathbf {a} } и {\displaystyle \mathbf {b} } — это третий вектор {\displaystyle \mathbf {c} =\mathbf {a} +\mathbf {b} }, проведённый из начала одного вектора к концу второго, причём конец первого вектора совпадает с началом второго (правило треугольника). Сумма векторов геометрически строится с помощью правил — алгоритмов построения вектора суммы по векторам-слагаемым (см. рисунок с треугольником сложения векторов справа).
Три вектора {\displaystyle \mathbf {a} }, {\displaystyle \mathbf {b} } и {\displaystyle \mathbf {c} =\mathbf {a} +\mathbf {b} } всегда компланарны, то есть параллельны одной плоскости.
Векторы, которые складываются, называются слагаемыми векторами, а результат сложения — геометрической суммой, или результирующим вектором.
Результат сложения векторов не зависит от расположения первого слагаемого, при его изменении треугольник сложения будет параллельно перенесён.
Существуют два действия, обратных сложению векторов:
- геометрическое вычитание векторов;
- геометрическое разложение вектора.

## Определение
Сложе́ние векторо́в, или геометри́ческое сложе́ние векторо́в, — операция нахождения суммы векторов. Обозначается обычным знаком плюс:
{\displaystyle \mathbf {c} =\mathbf {a} +\mathbf {b} .}
Три вектора {\displaystyle \mathbf {a} }, {\displaystyle \mathbf {b} } и {\displaystyle \mathbf {c} =\mathbf {a} +\mathbf {b} } всегда компланарны, то есть параллельны одной плоскости.

### Правило треугольника

Параллельный перенос треугольника сложения произвольных векторов: сумма векторов c = a + b

Сумма {\displaystyle \mathbf {a} +\mathbf {b} } любых двух векторов {\displaystyle \mathbf {a} } и {\displaystyle \mathbf {b} } — это третий вектор {\displaystyle \mathbf {c} =\mathbf {a} +\mathbf {b} }, проведённый из начала одного вектора к концу второго, причём конец первого вектора совпадает с началом второго (см. рисунок в начале статьи с треугольником сложения векторов).
Такой алгоритм нахождения суммы векторов называется правилом треугольника.
Следующее равенство, которое доказывается по правилу треугольника, верно для любого вектора {\displaystyle \mathbf {a} } и нулевого вектора {\displaystyle \mathbf {0} }:
{\displaystyle \mathbf {a} +\mathbf {0} =\mathbf {a} .}
Теорема 1. Результат сложения векторов не зависит от расположения первого слагаемого, при изменении его положения треугольник сложения будет параллельно перенесён. Другими словами, если {\displaystyle {\overrightarrow {PQ}}={\overrightarrow {P'Q'}}} и {\displaystyle {\overrightarrow {QR}}={\overrightarrow {Q'R'}}}, то {\displaystyle {\overrightarrow {PR}}={\overrightarrow {P'R'}}} (см. рисунок справа).
Доказательство приведено для случая, когда точки {\displaystyle P}, {\displaystyle Q}, {\displaystyle P'}, точки {\displaystyle Q}, {\displaystyle R}, {\displaystyle Q'} и точки {\displaystyle P}, {\displaystyle R}, {\displaystyle P'} не лежат на одной прямой (см. рисунок в начале раздела). Доказательства для остальных случаев аналогичны.
Из {\displaystyle {\overrightarrow {PQ}}={\overrightarrow {P'Q'}}} следует, что четырёхугольник {\displaystyle PQQ'P'} — параллелограмм, так как его стороны {\displaystyle PQ} и {\displaystyle P'Q'} равны и параллельны. Поэтому {\displaystyle {\overrightarrow {PP'}}={\overrightarrow {QQ'}}}. Аналогично {\displaystyle {\overrightarrow {QQ'}}={\overrightarrow {RR'}}}. Следовательно, {\displaystyle {\overrightarrow {PP'}}={\overrightarrow {RR'}}}, {\displaystyle PRR'P'} — параллелограмм, и {\displaystyle {\overrightarrow {PR}}={\overrightarrow {P'R'}}} (см. рисунок в начале раздела).
Замечание. Приведённое определение сложения векторов соответствует законам сложения векторных величин в физике (например, сил, которые прикладываются к материальной точке).

Предостережение. Понятия «сложение векторов» и «сложение отрезков» совершенно разные. Сложение отрезков ставит в соответствие двум отрезкам третий отрезок — сумму отрезков, которая получается откладыванием на одной прямой одного отрезка от другого.
Замечание. Правило сложения векторов накладывает ограничения на направленные величины, которые можно назвать векторами. Например, вращение вокруг оси на конечный угол можно представить направленным отрезком, который нельзя назвать вектором, потому что два таких вращения вокруг разных осей складываются не по правилу сложения векторов, а более сложным способом. Такой направленный отрезок является тензором. Напротив, бесконечно малые вращения являются векторами.

### Параллельный перенос

Сложение векторов как композиция параллельных переносов

Из определения сложения векторов вытекает, что сумма векторов определяется как сумма, то есть композиция, параллельных переносов. На рисунке справа показано последовательное выполнение двух параллельных переносов. Первый перенос сдвигает точку {\displaystyle P} в точку {\displaystyle Q} и отвечает вектору {\displaystyle {\overrightarrow {PQ}}}, второй перенос сдвигает точку {\displaystyle Q} в точку {\displaystyle R} и отвечает вектору {\displaystyle {\overrightarrow {QR}}}. В результате композиции этих параллельных переносов, то есть их последовательного выполнения, точка {\displaystyle P} переносится в точку {\displaystyle R}.
Для других точек {\displaystyle P'}, {\displaystyle Q'} и {\displaystyle R'}, отображающихся друг в друга при этих же переносах, так что {\displaystyle {\overrightarrow {P'Q'}}={\overrightarrow {PQ}}} и {\displaystyle {\overrightarrow {Q'R'}}={\overrightarrow {QR}}}, точка {\displaystyle P'} отображается в точку {\displaystyle R'}. Поскольку {\displaystyle \triangle PQR=\triangle P'Q'R'} по двум сторонам и углу между ними, то отрезки {\displaystyle PR} и {\displaystyle P'R'} равны. Эти отрезки также параллельны и направлены в одну сторону, поскольку углы между ними и направленными отрезками {\displaystyle PQ} и {\displaystyle PQ'} равны. Другими словами, результирующие векторы равны: {\displaystyle {\overrightarrow {PR}}={\overrightarrow {P'R'}}}. Итак, отображение исходной фигуры в её окончательное положение обладает тем свойством, что все отрезки, которые соединяют соответствующие точки этих фигур, не только равны, но и параллельны. Поэтому эта композиция параллельных переносов также есть параллельный перенос.

### Правило трёх точек
Альтернативная формулировка правила треугольника следующая.
Правило трёх точек. Пусть {\displaystyle P}, {\displaystyle Q} и {\displaystyle R} — любые точки. Тогда {\displaystyle {\overrightarrow {PQ}}+{\overrightarrow {QR}}={\overrightarrow {PR}}} (см. рисунок в начале статьи). Это правило верно для любых трёх точек, например, когда две из них или даже все три совпадают. Кроме того, это правило не требует чертежа, что существенно.

### Правило параллелограмма

Параллелограмм сложения неколлинеарных векторов: сумма векторов c = a + b

Сумма {\displaystyle \mathbf {a} +\mathbf {b} } двух неколлинеарных векторов {\displaystyle \mathbf {a} } и {\displaystyle \mathbf {b} }, отложенных от одной точки, — это третий вектор {\displaystyle \mathbf {c} =\mathbf {a} +\mathbf {b} }, проведённый из общего начала векторов и изображающийся диагональю параллелограмма, построенного на суммируемых векторах (см. рисунок справа с параллелограммом сложения векторов).
Такой алгоритм нахождения суммы двух векторов называется правилом параллелограмма.
Действие двух неколлинеарных сил на точку физического тела можно заменить действием одной равнодействующей силы, которая определяется по правилу параллелограмма. Если тело участвует в двух неколлинеарных параллельных переносах, то итоговая скорость также определяется по правилу параллелограмма.

### Правило середин отрезков

Правило середин отрезков сложения векторов

Сложение коллинеарных векторов: слева — сонаправленных, справа —— противоположно направленных

Правило параллелограмма менее удобно, чем правило треугольника, поскольку правило параллелограмма теряет смысл в случае коллинеарности слагаемых векторов и требует при этом дополнительных разъяснений, тогда как правило треугольника справится в любом случае. Когда же складываемые вектора не коллинеарны, то оба правила по сути одинаковы.
Следующее правило середин отрезков представляет собой альтернативную формулировку правила параллелограмма, но при этом применимо всегда, даже для коллинеарных векторов.
Сумма {\displaystyle \mathbf {a} +\mathbf {b} } двух любых векторов {\displaystyle {\overrightarrow {PQ}}=\mathbf {a} } и {\displaystyle {\overrightarrow {PS}}=\mathbf {b} }, отложенных от одной точки, — это третий вектор {\displaystyle {\overrightarrow {PR}}=\mathbf {a} +\mathbf {b} }, проведённый из общего начала векторов такой, что середины отрезков {\displaystyle PR} и {\displaystyle QS} совпадают (см. рисунок справа для неколлинеарных векторов).

### Коллинеарные векторы
Сумма векторов в случае параллельных векторов следующая:
- если два вектора направлены одинаково, то сумма двух векторов есть вектор, сонаправленный с суммируемыми векторами, и его модуль равен сумме модулей векторов-слагаемых (см. рисунок справа, левая часть);
- если два вектора противоположно направлены, то сумма двух векторов есть вектор, сонаправленный с большим вектором, и его модуль равен модулю разности модулей векторов-слагаемых (см. рисунок справа, правая часть).

## Сложение более чем двух векторов

### Правило многоугольника

Многоугольник сложения четырёх векторов: сумма векторов a + b + c + d

Сложение более чем двух векторов осуществляется последовательно, по шагам (см. рисунок справа):
- сначала к первому вектору {\displaystyle \mathbf {a} } прибавляется второй вектор {\displaystyle \mathbf {b} };
- затем к сумме первых двух векторов {\displaystyle \mathbf {a} +\mathbf {b} } прибавляется третий вектор {\displaystyle \mathbf {c} };
- потом к полученной сумме первых трёх векторов {\displaystyle (\mathbf {a} +\mathbf {b} )+\mathbf {c} } прибавляется четвёртый вектор {\displaystyle \mathbf {d} }:

{\displaystyle ((\mathbf {a} +\mathbf {b} )+\mathbf {c} )+\mathbf {d} };
- и так далее.

Отсюда получается следующее алгоритмическое правило для сложения более чем двух векторов.
Правило многоугольника. Сумма более чем двух векторов — вектор, который соединяет начало первого вектора с концом последнего вектора, причём начало каждого последующего вектора совпадает с концом предыдущего.
Это правило справедливо для любых векторов, в частности, когда некоторые из них равны нулевому вектору. Например, в случае, когда начало первого вектора совпадает с концом последнего вектора, сумма всех данных векторов равна нулевому вектору.
При последовательном, по шагам сложении векторов скобки можно опустить:
{\displaystyle (((\mathbf {a} +\mathbf {b} )+\mathbf {c} )+\cdots )+\mathbf {g} =\mathbf {a} +\mathbf {b} +\mathbf {c} +\cdots +\mathbf {g} .}

### Правило четырёх и более точек

Замкнутая ломаная, составленная из векторов

Альтернативная формулировка правила многоугольника следующая.
Правило четырёх точек. Пусть {\displaystyle P}, {\displaystyle Q}, {\displaystyle R} и {\displaystyle S} — любые точки. Тогда {\displaystyle {\overrightarrow {PQ}}+{\overrightarrow {QR}}+{\overrightarrow {RS}}={\overrightarrow {PS}}}. Это правило верно для любых четырёх точек. Кроме того, это правило не требует чертежа, что существенно. Это же правило, соответственно переформулированное, справедливо и для любого числа точек, больших четырёх.

### Замыкающая

Параллелепипед сложения некомпланарных векторов: сумма векторов d = a + b + c

Замыкающая — сумма всех данных векторов. Другими словами, замыкающая — это сумма векторов, взятая по правилу многоугольника. Например, {\displaystyle \mathbf {e} =\mathbf {a} +\mathbf {b} +\mathbf {c} +\mathbf {d} } (см. рисунок в разделе Правило многоугольника).
Правило многоугольника можно назвать также правилом замыкающего вектора.
Имеет место следующее условие замкнутости векторного многоугольника. Пусть дано несколько векторов {\displaystyle \mathbf {a} ,\mathbf {b} ,\mathbf {c} ,\ldots ,\mathbf {g} }. Отложим эти векторы по правилу многоугольника, когда начало последующего вектора совпадает с началом предыдущего (см. рисунок в разделе Правило многоугольника). В итоге получится ломаная, составленная из векторов {\displaystyle \mathbf {a} ,\mathbf {b} ,\mathbf {c} ,\ldots ,\mathbf {g} } (не обязательно выпуклая, и даже имеющая самопересечение). Эта ломаная из векторов замкнута, то есть конец последнего вектора совпадает с началом первого, тогда и только тогда, когда сумма всех данных векторов равна нулевому вектору:
{\displaystyle \mathbf {e} =\mathbf {a} +\mathbf {b} +\mathbf {c} +\cdots +\mathbf {g} =\mathbf {0} }.

### Правило параллелепипеда
Теорема 2. Сумма {\displaystyle \mathbf {a} +\mathbf {b} +\mathbf {c} } трёх некомпланарных векторов {\displaystyle \mathbf {a} }, {\displaystyle \mathbf {b} } и {\displaystyle \mathbf {c} }, отложенных от одной точки, — это четвёртый вектор {\displaystyle \mathbf {d} =\mathbf {a} +\mathbf {b} +\mathbf {c} }, проведённый из общего начала векторов и изображающийся диагональю параллелепипеда, построенного на суммируемых векторах (см. рисунок справа с параллелепипедом сложения векторов).
Доказательство 1. Утверждение теоремы следует из того, что:
{\displaystyle {\overrightarrow {PW}}={\overrightarrow {PT}}+\mathbf {c} ,\quad {\overrightarrow {PT}}=\mathbf {a} +\mathbf {b} .}
Доказательство 2. Утверждение теоремы следует из того, что вектор {\displaystyle {\overrightarrow {PW}}} есть замыкающий вектор трёх векторов {\displaystyle {\overrightarrow {PS}}=\mathbf {a} ,} {\displaystyle {\overrightarrow {ST}}={\overrightarrow {PQ}}=\mathbf {b} ,} {\displaystyle {\overrightarrow {TW}}={\overrightarrow {PR}}=\mathbf {c} }.
Такой алгоритм нахождения геометрической суммы трёх векторов называется правилом параллелепипеда. К компланарным векторам, то есть к векторам, лежащим в одной плоскости, это правило построения неприменимо.

## Модуль суммы
Так как длина отрезка не превосходит длины ломаной, соединяющей его концы, то выполняются неравенства треугольника: модуль суммы двух векторов не больше суммы модулей слагаемых векторов и не меньше их разности (см. любой рисунок с неколлинеарными векторами):
{\displaystyle |\mathbf {a} +\mathbf {b} |\leqslant |\mathbf {a} |+|\mathbf {b} |,\quad |\mathbf {a} +\mathbf {b} |\geqslant |\mathbf {a} |-|\mathbf {b} |,\quad |\mathbf {a} +\mathbf {b} |\geqslant |\mathbf {b} |-|\mathbf {a} |.}
Иногда встречается немного другая запись:
{\displaystyle |\mathbf {a} +\mathbf {b} |\geqslant ||\mathbf {a} |-|\mathbf {b} ||,\quad |\mathbf {a} +\mathbf {b} |\geqslant ||\mathbf {b} |-|\mathbf {a} ||}
Знак равенства в неравенстве треугольника присутствует тогда и только тогда, когда:
- оба вектора сонаправлены;
- в частности, один из векторов равен нулю.

В случае коллинеарных векторов (см. любой рисунок с коллинеарными векторами):
- если два вектора направлены одинаково, то модуль суммы двух векторов равен сумме модулей слагаемых векторов:

{\displaystyle |\mathbf {a} +\mathbf {b} |=|\mathbf {a} |+|\mathbf {b} |;}
- если два вектора противоположно направлены, то модуль суммы двух векторов равен разности модулей слагаемых векторов, причём из большего модуля вычитается меньший:

{\displaystyle |\mathbf {a} +\mathbf {b} |=|\mathbf {a} |-|\mathbf {b} |,\quad |\mathbf {a} |\geqslant |\mathbf {b} |,}
{\displaystyle |\mathbf {a} +\mathbf {b} |=|\mathbf {b} |-|\mathbf {a} |,\quad |\mathbf {b} |\geqslant |\mathbf {a} |.}
Иногда встречается немного другая запись:
{\displaystyle |\mathbf {a} +\mathbf {b} |=||\mathbf {a} |-|\mathbf {b} ||.}
Это неравенство треугольника верно и для произвольного количества векторов:
{\displaystyle |\mathbf {a} +\mathbf {b} +\mathbf {c} +\cdots +\mathbf {g} |\leqslant |\mathbf {a} |+|\mathbf {b} |+|\mathbf {c} |+\cdots +|\mathbf {g} |}.

## Законы сложения

Ассоциативность:
(a + b) + c = a + (b + c)

Операция сложения в математике в векторной алгебре векторов как геометрическое построение по правилу многоугольника возникла как обобщение операции вычисления равнодействующей силы в механике. Правомерность названия «сложение» заключается также и в том, что операция сложения векторов подчиняется тем же двум законам, что и арифметическая операция сложения чисел, а именно:
- сочетательный закон (ассоциативность);
- переместительный закон (коммутативность).

Эти законы и аналогичные законы для сложения чисел записываются одинаково. Что не только важно, но и удобно, поскольку позволяет работать с векторными равенствами, не переучиваясь, так же, как с числовыми равенствами. Эта аналогия распространяется и на вычитание векторов, а также действия с равенствами векторов.

### Сочетательный закон

Коммутативность:
a + b = b + a

Теорема 3. Сочетательный закон. При замене любой группы последовательных слагаемых векторов их суммой общая сумма всех складываемых векторов не меняется.
В случае трёх складываемых векторов этот закон выражается следующей формулой (см. рисунок справа):
{\displaystyle (\mathbf {a} +\mathbf {b} )+\mathbf {c} =\mathbf {a} +(\mathbf {b} +\mathbf {c} )}.
Совместим начало каждого последующего слагаемого вектора с концом предыдущего, получим четырёхугольник {\displaystyle PQRS} (см. рисунок в начале раздела). Соединим векторами точки {\displaystyle P} и {\displaystyle R}, {\displaystyle Q} и {\displaystyle S}, {\displaystyle P} и {\displaystyle S}, получим, что:
{\displaystyle {\overrightarrow {PS}}={\overrightarrow {PR}}+{\overrightarrow {RS}}=(\mathbf {a} +\mathbf {b} )+\mathbf {c} },
а также
{\displaystyle {\overrightarrow {PS}}={\overrightarrow {PQ}}+{\overrightarrow {QS}}=\mathbf {a} +(\mathbf {b} +\mathbf {c} )}.
Из двух последних равенств получаем, что
{\displaystyle (\mathbf {a} +\mathbf {b} )+\mathbf {c} =\mathbf {a} +(\mathbf {b} +\mathbf {c} )},
то есть сочетательный закон выполняется для суммы из трёх векторов.
В общем случае в сумме многих слагаемых векторов {\displaystyle \mathbf {t} } возьмём любые два последовательные векторы {\displaystyle \mathbf {m} } и {\displaystyle \mathbf {n} }. Обозначим сумму всех предыдущих слагаемых векторов через {\displaystyle \mathbf {r} }, получим:
{\displaystyle \mathbf {t} =((\mathbf {r} +\mathbf {m} )+\mathbf {n} )+\cdots }.
Воспользуемся тем, что сочетательный закон выполняется для суммы из трёх векторов, получим:
{\displaystyle \mathbf {t} =(\mathbf {r} +(\mathbf {m} +\mathbf {n} ))+\cdots }.
Итак, доказано, что при суммировании многих векторов можно объединить любые два соседних слагаемых вектора. Следовательно, можно и любое число последовательных слагаемых векторов заменить их суммой.

### Переместительный закон
Теорема 4. Переместительный закон. От перестановки слагаемых векторов сумма не меняется.
В случае двух складываемых векторов этот закон выражается следующей формулой (см. рисунок справа):
{\displaystyle \mathbf {a} +\mathbf {b} =\mathbf {b} +\mathbf {a} }.
Доказательство приведено для случая, когда складываемые векторы не коллинеарны (см. рисунок в начале раздела). Доказательства для остальных случаев аналогичны.
На векторах {\displaystyle \mathbf {a} } и {\displaystyle \mathbf {b} } построим параллелограмм {\displaystyle PQRS}
(см. рисунок в начале раздела). Тогда получаем:
{\displaystyle {\overrightarrow {PQ}}={\overrightarrow {SR}}=\mathbf {a} ,\quad {\overrightarrow {QR}}={\overrightarrow {PS}}=\mathbf {b} }.
По правилу треугольника получаем следующие равенства:
{\displaystyle \mathbf {a} +\mathbf {b} ={\overrightarrow {PR}},\quad \mathbf {b} +\mathbf {a} ={\overrightarrow {PR}}},
откуда
{\displaystyle \mathbf {a} +\mathbf {b} =\mathbf {b} +\mathbf {a} }.
В общем случае при сложении многих векторов два любых соседних слагаемых, по закону сочетательности, можно заменить их суммой. Но сумма двух векторов, по только что доказанному, не изменится при их перестановке. Поэтому сумма многих векторов не изменится, если переставить любые два соседних вектора. В итоге, переставляя в сумме многих векторов соседние слагаемые, можно переставить последовательность векторов в сумме как угодно и при этом сама сумма векторов не изменится.